# Ratrace (begrip)
Een ratrace is een abstract begrip dat aangeeft dat iemand of iets bezig is met een reeks eindeloze of nutteloze handelingen die geen uitzicht bieden op resultaat. Het roept een beeld op van de vergeefse pogingen van een rat die probeert te ontsnappen terwijl deze schijnbaar doelloos in een tredmolen loopt.
De term ‘ratrace’ wordt vaak gebruikt om aan te duiden dat nog harder werken op termijn een uitzichtloze race is. Het is een race die nooit gewonnen kan worden. Deze term veronderstelt dat veel mensen dit zo zien. Een kanttekening hierbij is dat niet iedereen dit zo ervaart. Een en ander is afhankelijk van de motivatieredenen.